# 维戈达尔泽雷
维戈达尔泽雷（義大利語：Vigodarzere），是意大利威尼托大区帕多瓦省的一个市镇。总面积19.91平方公里，人口12756人，人口密度640.7人/平方公里（2009年）。国家统计（ISTAT）代码为028099。